# Petar Rubić
Petar Rubić (Vinkovci, 3 luglio 1998) è un calciatore croato, difensore del Cibalia.

## Caratteristiche tecniche
È un terzino sinistro.

## Carriera

### Club
Cresciuto nel settore giovanile del Cibalia, ha esordito in prima squadra il 23 settembre 2015 in occasione dell'incontro di Hrvatski nogometni kup vinto 6-0 contro l'Omladinac Gornja Vrba.